# .tl
.tl es el dominio de nivel superior geográfico (ccTLD) para Timor Oriental.